# Herbert Udny Weitbrecht
Herbert Udny Weitbrecht (* 24. Januar 1851 in London; † 30. Mai 1937 in Highbury) war ein deutschstämmiger evangelischer Missionar und Islamwissenschaftler.

## Leben und Wirken
Der Sohn des Indien-Missionars Johann Jakob Weitbrecht (1802–1852) und der Martha Edwards (1808–1888) sowie Schwager des Theologieprofessors Theodor Christlieb besuchte die Schule im Londoner Stadtteil Islington und studierte anschließend unter anderem Religionswissenschaften an der Universität Bonn, wo sein Schwager lehrte. Weitbrecht setzte sein Studium in Berlin und Tübingen fort und schloss dieses 1873 mit der Promotion zum Doktor der Philosophie ab.
Anschließend kehrte Weitbrecht nach England zurück und war ab 1874 zunächst als Diakon an der Christuskirche im Liverpooler Stadtteil Everton und ein Jahr später in der Diözese Chester tätig. Im Jahr 1876 segelte er im Auftrag der Church Mission Society (CMS) nach Indien und übernahm von 1878 bis 1884 das Amt des stellvertretenden Leiters der St. John’s Divinity School in Lahore, an welcher indische Pfarrer ausgebildet wurden, und wurde 1883 in das Kollegium der dortigen University of the Punjab gewählt. Ein Jahr später erfolgte Weitbrechts Versetzung als Distrikt-Missionar nach Batala, wo er als Chefrevisor die Leitung eines Komitees von indischen und ausländischen Missionaren erhielt, deren Hauptaufgabe die Umsetzung des Neuen Testaments in die indoarische Sprache Urdu sein sollte. Im Jahr 1886 wurde Weitbrecht als Literarischer Missionar für die CMS ernannt und beaufsichtigte in dieser Funktion die Erstellung der Christlichen Literatur, welche für die Arbeit der Organisation erforderlich war. Im Jahr 1904 promovierte er mit einer Monografie über die Arbeit dieses Komitees und erhielt 1906 vom Erzbischof von Canterbury, Randall Thomas Davidson, den Grad eines Doktor of Divinity (DD) des Lambeth Degree zuerkannt.
Noch im gleichen Jahr besuchte er das unter britischer Herrschaft stehende Ägypten und wohnte der ersten Missionskonferenz für den Islam bei. Sein Besuch fiel zusammen mit der Gründungsphase der neuen Nationalen Partei Ägyptens, und Weitbrecht machte auf der Konferenz darauf aufmerksam, dass sich ein neues, junges Ägypten in der Entstehung befände, welches sich von dem Osmanischen Reich befreien wolle und man von dem damit einhergehenden Aufleben des Islams Notiz nehmen solle. Anschließend wurde Weitbrecht zum amtierenden Sekretär der CMS berufen und zunächst in Amritsar, 1907 in Kaschmir, 1908 wieder in Batala und ab 1909 bis 1911 in Shimla eingesetzt.
Darüber hinaus war Weitbrecht bereits 1878 zum ehrenamtlichen Sekretär der „Society for Promoting Christian Knowledge“ (SPCK) in der Diözese Lahore ernannt worden und war in dieser Funktion von 1886 bis 1911 im Auftrag der dortigen Bischöfe, Thomas Valpy French, Henry James Matthew und George Alfred Lefroy, zuständig für die Ausbildung und Prüfung der Seelsorger.
Nach 35 Dienstjahren in Indien kehrte Weitbrecht 1911 wieder nach England zurück, wo man ihn zum ersten Sekretär des Vorstandes des Board of Study für die Vorbereitung von Missionaren ernannte, einer Organisation, welche einer besseren Zusammenarbeit zwischen den Missionarischen Gesellschaften bei der Erziehung ihrer Abgesandten oder Vertreter dienen sollte. Er übte dieses Amt drei Jahre lang aus und wurde zwischenzeitlich im Jahr 1912 zum Ehrengouverneur auf Lebenszeit der Bibelgesellschaft gewählt. Im Jahr 1915 erhielt Weitbrecht die Ernennung zum Superintendenten des „Mildmay-Instituts“ und zwei Jahre später übertrug man ihm die Leitung des „St. Catherine’s Deaconess House“ in Highbury. Zum Abschluss seiner Laufbahn wählte ihn im Jahr 1925 die Church Mission Society noch zu ihrem Vizepräsidenten.
Nach seiner Rückkehr nach London verfasste Weitbrecht noch mehrere bedeutende Schriften, darunter auch einige Übersetzungen und schrieb zahlreiche Artikel für verschiedene Missionszeitschriften. Aufgrund seines langen Indienaufenthalts und seiner Arabisch- und Islamkenntnisse veröffentlichte er zudem einige beachtenswerte Publikationen über den Islam im Allgemeinen und den Koran im Besonderen.
Herbert Udny Weitbrecht-Stanton war verheiratet mit Ellen Louise Stanton (ca. 1851–1884), woraufhin er den Doppelnamen „Udny-Weitbrecht“ annahm. Zusammen hatten sie einen Sohn und vier Töchter, von denen zwei bereits als Kleinkinder verstarben.

## Schriften (Auswahl)
- Modern Doubt and Christian Belief: A Series of Apologetic Lectures Addressed to Earnest Seekers After Truth. zusammen mit Theodor Christlieb und Thomas Luck Kingsbury (Hrsg.). T & T Clark, 1877.
- A Descriptive Catalogue of Urdu Christian Literature: With a Review of the Same and a Supplementary Catalogue of Christian Publications in the Other Languages of the Panjab. Religious tract society, 1886.
- The Urdu New Testament : a history of its language and its versions. British and Foreign Bible Society, London 1900.
- A bibliography for missionary students, Anderson and Ferrier. Edinburgh 1913. (digitalisiert bei archive.org)
- Raymond Lull and Six Centuries of Islam. Society for Promoting Christian Knowledge, London 1915. (digitalisiert bei archive.org) (Neuauflage: Biblobazaar, 2009, ISBN 978-1-113-13687-9)
- The Gospel According to St. Matthew. Society for Promoting Christian Knowledge, London 1919. (digitalisiert beiarchive.org) (Neuauflage: BiblioBazaar, 2009, ISBN 978-1-117-45613-3)
- Selections from the Qur’an. Übersetzung von John Medows Rodwell. Society for Promoting Christian Knowledge, London 1922. (Neuauflage: Kessinger Publishing, 2010, ISBN 978-1-120-86582-3). (digitalisiert bei archive.org)
- Texts for Students. 1922. (Neuauflage: NabuPress, 2012, ISBN 978-1-276-24361-2)